# Hausziege

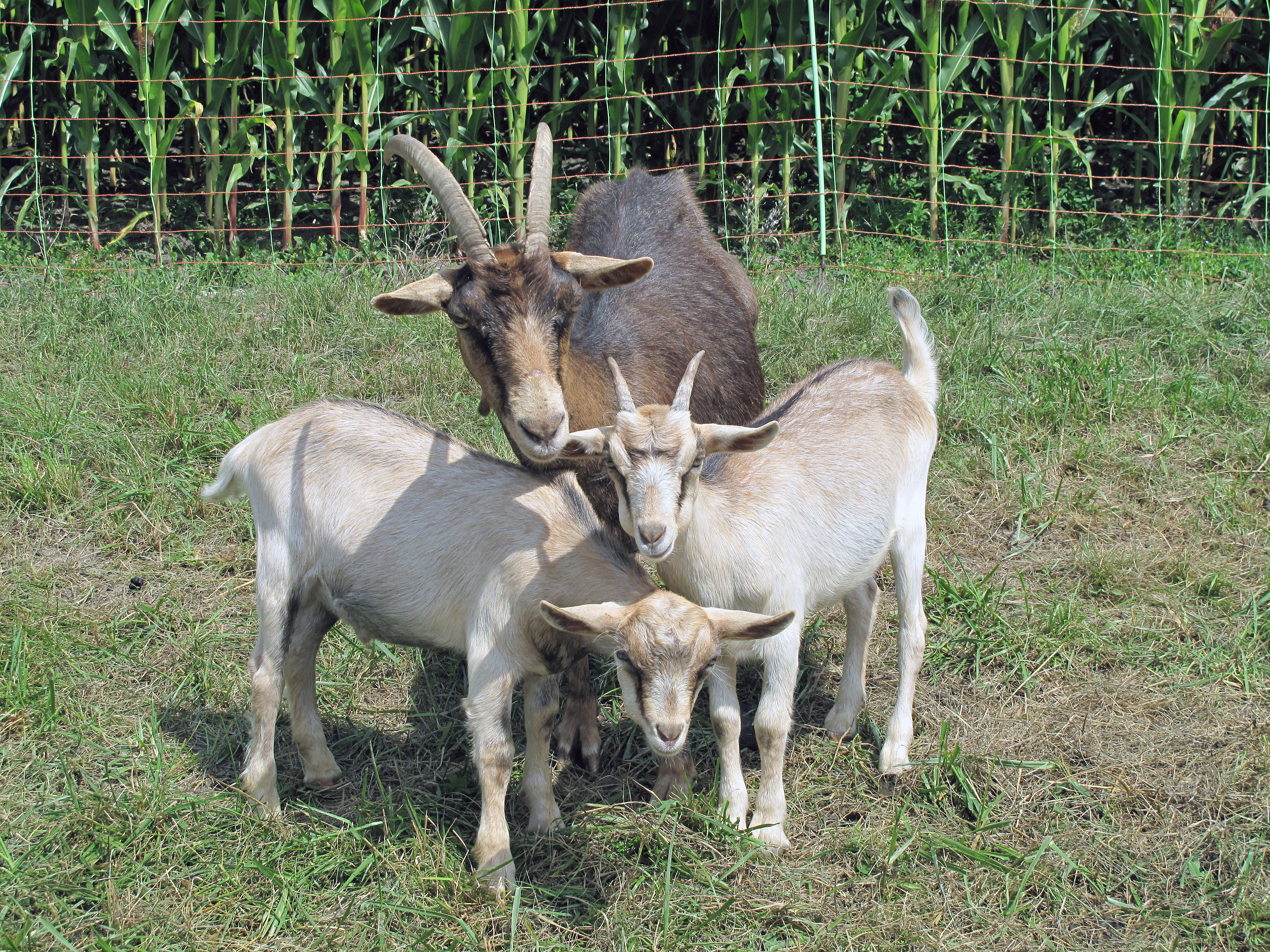
Hausziegen (Capra aegagrus hircus)

Die Hausziege (Capra aegagrus hircus; früher Capra hircus) ist nach dem Hund und zusammen mit dem Schaf vermutlich eines der ersten wirtschaftlich genutzten Haustiere. Hausziegen gehören zur Gattung der Ziegen in der Familie der Hornträger.

## Benennung
Das weibliche Tier von Capra aegagrus hircus (synonym: Capra hircus Linné), zu lateinisch capra („Geiß“), wird neben Ziege (von  althochdeutsch ziga) auch Geiß (von mittelhochdeutsch geiz; vergleiche auch niederländisch/isländisch/norwegisch geit), Hippe, Zicke oder Zibbe genannt, das männliche Tier Bock (Ziegenbock), das kastrierte männliche Tier heißt Mönch und das Ziegenjunge Ziegenkitz, Zicklein, Ziegenlamm, Geißlein oder Kitzlein, in der Schweiz Gitzi genannt.
In den oberdeutschen Dialekten sowie den rheinfränkischen Dialekten stehen Gaiß/Goiß/Goaß bzw. Gääß/Gaaß/Gååß allgemein für die weibliche Ziege (vergleiche englisch goat, schwedisch get) und Geißbock für das Männchen. Durch Luthers Bibelübersetzung hat sich Ziege in der Hochsprache durchgesetzt.
Im Lateinischen wurden Ziegenjunge und Ziegenböckchen Haedus (auch Hedus und Edus) genannt.

## Domestikation

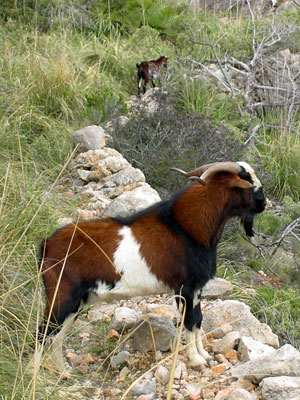
Ziegenbock einer Herde halbwilder Hausziegen auf Mallorca

Die Hausziege stammt von der Bezoarziege ab. Die Domestizierung erfolgte wahrscheinlich vor dem 11. Jahrtausend v. Chr. im vorderen Orient, vermutlich in der südlichen Levante (das Gebiet von Israel und Jordanien) oder im Zagrosgebirge in Iran. Studien gehen von einer etwa zeitgleichen, aber unabhängig voneinander erfolgten Domestikation an verschiedenen Stellen des Vorderen Orients aus. Danach erfolgte schnell eine Vermischung der Populationen durch den menschlichen Nomadismus. Gewöhnlich wird angenommen, dass mit der Domestikation rasch morphologische Änderungen am Skelett eintreten, besonders die Form des Hornzapfens, außerdem eine Größenabnahme. Auch das Geschlechter- und Altersverhältnis in Tierknochen von archäologischen Fundstellen wird herangezogen, um domestizierte und gejagte Populationen zu unterscheiden.
Fundorte, die eine frühe Domestikation der Ziege belegen, sind zum Beispiel:
- Gandsch Dareh (persisch گنج دره, jetzt im Bezirk Harsin, Kermanschah, Iran), 9000–7500 v. Chr. Hier wurde die Alterszusammensetzung als Beleg der Domestikation angeführt (es wurden bevorzugt männliche Jungtiere getötet), außerdem waren die Tiere durchschnittlich kleiner als heutige Wildtiere.
- Ali Kosch (in der Nähe von Susa, jetzt in der Provinz Ilam, Iran), 7500–5500 v. Chr. Hier wird das Überwiegen junger Tiere als Beleg der Domestikation angeführt, zusammen mit Veränderungen im Querschnitt des Hornzapfens.

Mit der Neolithisierung des europäischen Festlandes wurden Ziegen als Nutztiere importiert, wie zum Beispiel bei der Neolithisierung der Mittelmeerinseln Zypern und Kreta. In der Ur- und Frühgeschichte Mitteleuropas ist die Ziege erstmals in der Körös-Kultur (6200 bis 5600 v. Chr.) als Nutztier nachgewiesen, da es neben Knochenfunden auch Tongefäße mit eingeritzten Ziegenköpfen gibt. Ziegen und Schafe sind ebenfalls feste Bestandteile der ältesten bäuerlichen Kultur auf deutschem Boden, der Bandkeramik. Die Knochen beider Arten sind nach klassisch-anatomischer Bestimmung oft schwer unterscheidbar, daher ist der tatsächliche Anteil der Ziege in der Vorgeschichte bislang schlecht erforscht.

## Wirtschaftliche Bedeutung

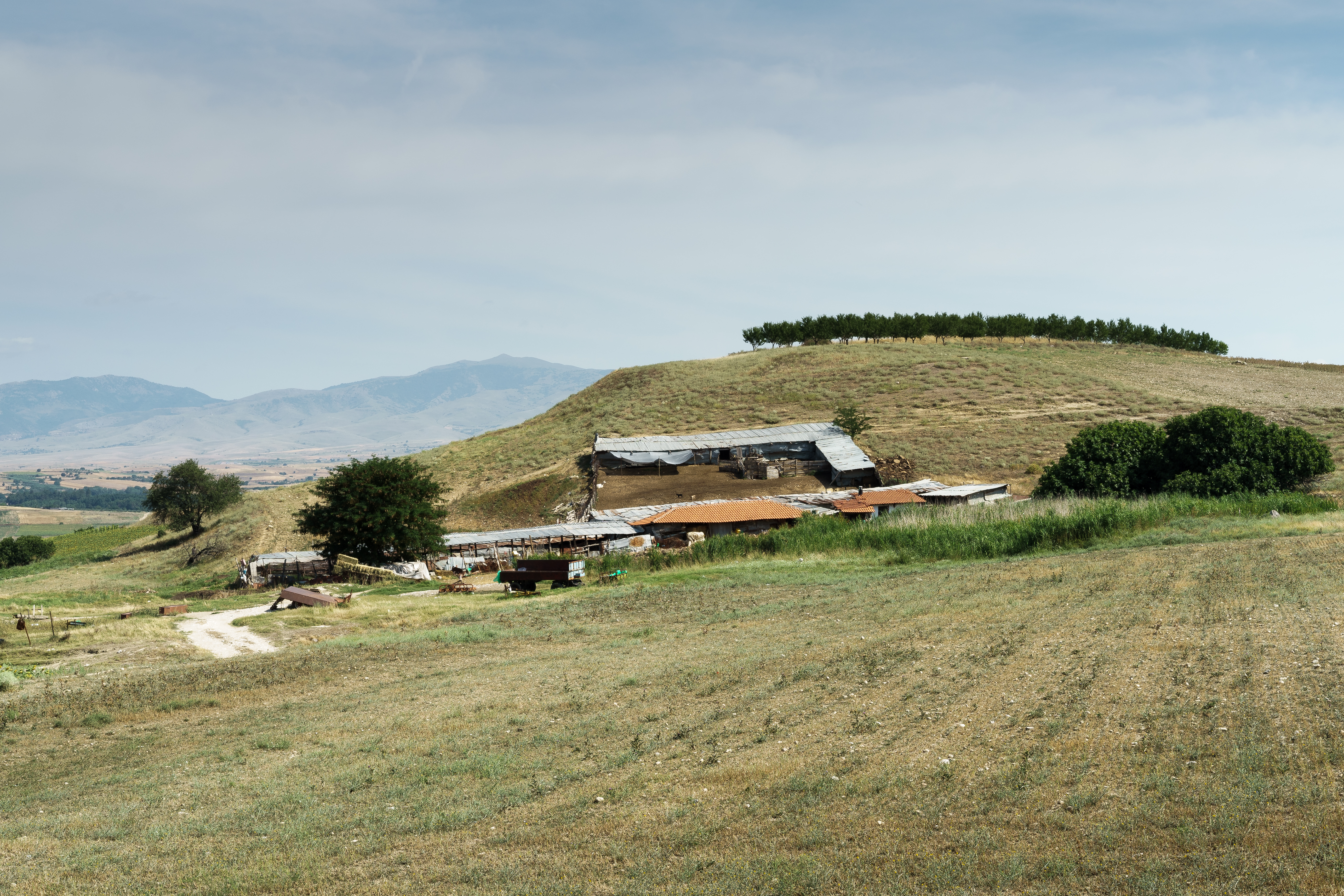
Pferch für Ziegen in Makedonien

Ziegen liefern Fleisch, Leder, Milch (mehr als Schafe) und mitunter auch Wolle. Sie fressen, wenn alle Pflanzenarten vorkommen, zu 60 % Blätter und Baumbewuchs, zu 20 % Kräuter und nur zu 20 % Gras.  Sie sind sehr genügsam, da sie über ein sehr effektives Verdauungssystem verfügen. Sie werden auch als die Kuh des kleinen Mannes bezeichnet, da sie einfacher zu ernähren und zu halten sind, wenn man über wenig Platz und Futter verfügt. Sie wurden und werden heute insbesondere in bergigen Landschaften (z. B. Alpen, Norwegen) gehalten und können aufgrund ihrer Kletterfähigkeiten auch dort gehalten werden, wo die Haltung von Rindern nicht mehr möglich ist.

Ziegen können den Bewuchs ganzer Landschaften zerstören und so zur Wüstenbildung beitragen, da sie fast alle Pflanzen abfressen. Die Beweidung durch Ziegen unterlag daher in vielen Gegenden strengen Vorschriften.
In Antike und Mittelalter wurden verschiedene Teile von Ziegen, etwa das Fleisch, die Haut und der Rauch der verbrannten Haare, als Arzneimittel in der Heilkunde verwendet.
Wirtschaftlich genutzt werden:
- Ziegenmilch
- Ziegenfleisch
- Ziegenleder (Chevreau-Leder) und Zickelleder (insbesondere für Handschuhe) sowie Ziegenfelle (vor allem Zickelfelle);
weitere Ziegenledernutzungen siehe Gasometerleder, Glacéleder, Saffian
- Ziegenhaar (Angoraziege, Kaschmirziege)

Landwirtschaftlich von Bedeutung war die Hausziege schon im antiken Rom; sie ist es bis heute in Kleinasien, Zentralasien und der Mongolei.
Die Nutzung der Ziege als Zugtier war bis Anfang des 20. Jahrhunderts auch in Europa weit verbreitet. Die erstaunlich kräftigen, genügsamen und robusten Ziegen wurden vor Kutschen und Wagen gespannt und, falls keine größeren Tiere verfügbar waren, auch zum Pflügen verwendet. In bergigem Gelände dienten Ziegen als Lasttiere.

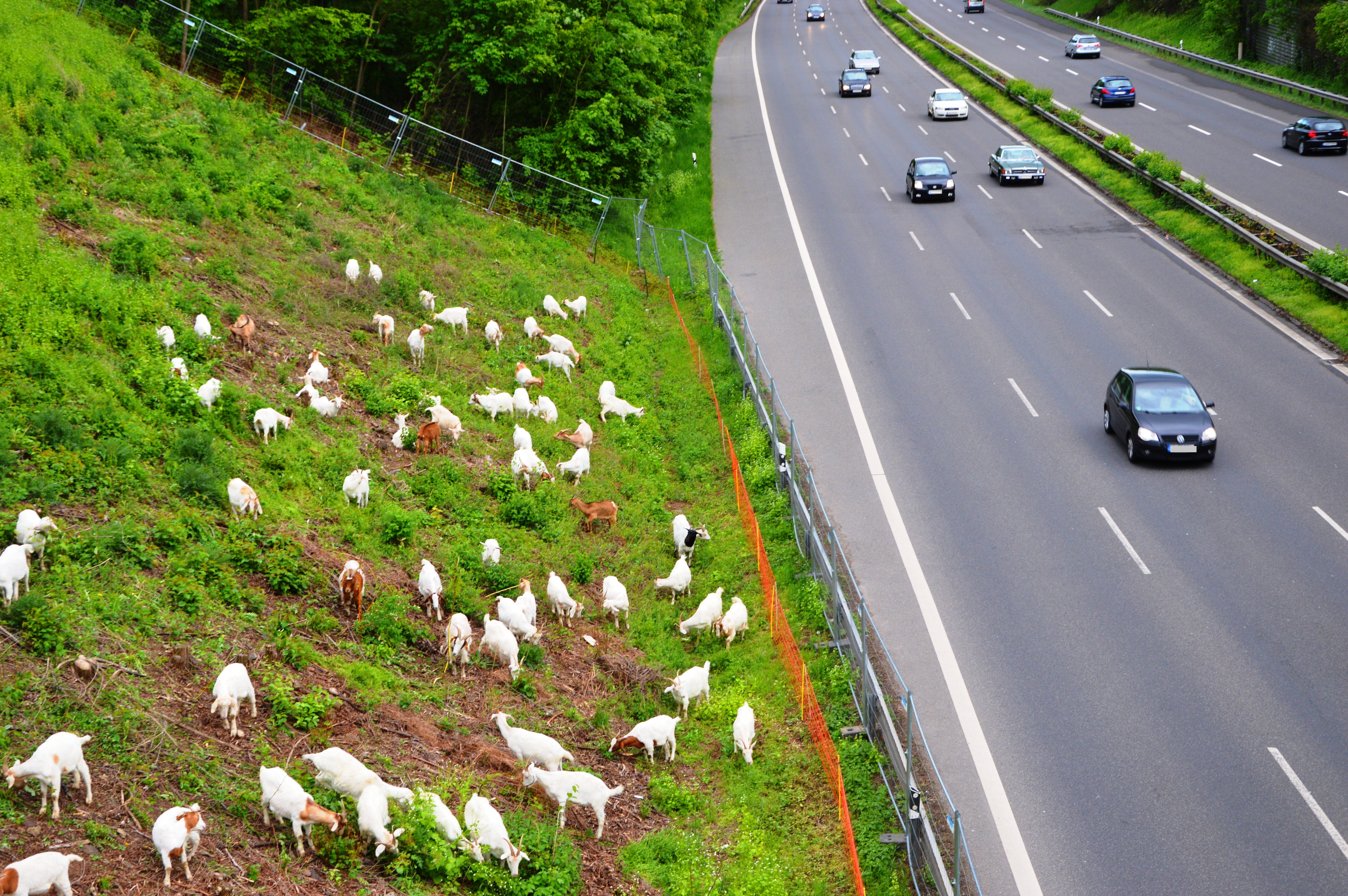
Ziegenherde zur Landschaftspflege an einem Steilhang der deutschen A 59.

In Deutschland werden Ziegen auch in der Landschaftspflege eingesetzt. Hier eignen sie sich insbesondere zur Eindämmung der Verbuschung an Steilhängen, bei denen eine manuelle Gehölzbeseitigung personalintensiv und daher teuer wäre. In Nordrhein-Westfalen werden von der Straßenbauverwaltung im Rahmen von Modellversuchen Ziegen auch zur Pflege von Hanglagen an Autobahnen eingesetzt. Dabei sind sie durch ihre Fähigkeit, sich auf die Hinterbeine zu stellen, in der Lage, auch größere Gehölze abzuschälen und so absterben zu lassen. Dies ist häufig bei der Zurückdrängung von Neophyten erwünscht, wie etwa der Robinie. In den abgefressenen Gebieten ist nach Standortwechsel der Tiere meist eine Zunahme seltener bzw. lebensraumtypischer Arten festzustellen. In diesem Zusammenhang werden sie auch zur Bekämpfung des Riesen-Bärenklaus eingesetzt.
Im Alpenraum werden (nur noch selten) Ziegen herdenweise zusammen mit Schafen in Transhumanz gehalten. Schaf und Ziege sind keine Nahrungskonkurrenten, denn die Schafe halten sich überwiegend an das stets ausreichend vorhandene Gras.
Zu Pferden, die einzeln im Stall oder auf der Weide gehalten werden, führt man nicht selten eine oder mehrere Ziegen, um Aggression oder Depression beim Herdentier Pferd zu verhindern. Eine Ziege in derartiger Funktion nennt man Beistellziege.

## Verbreitung

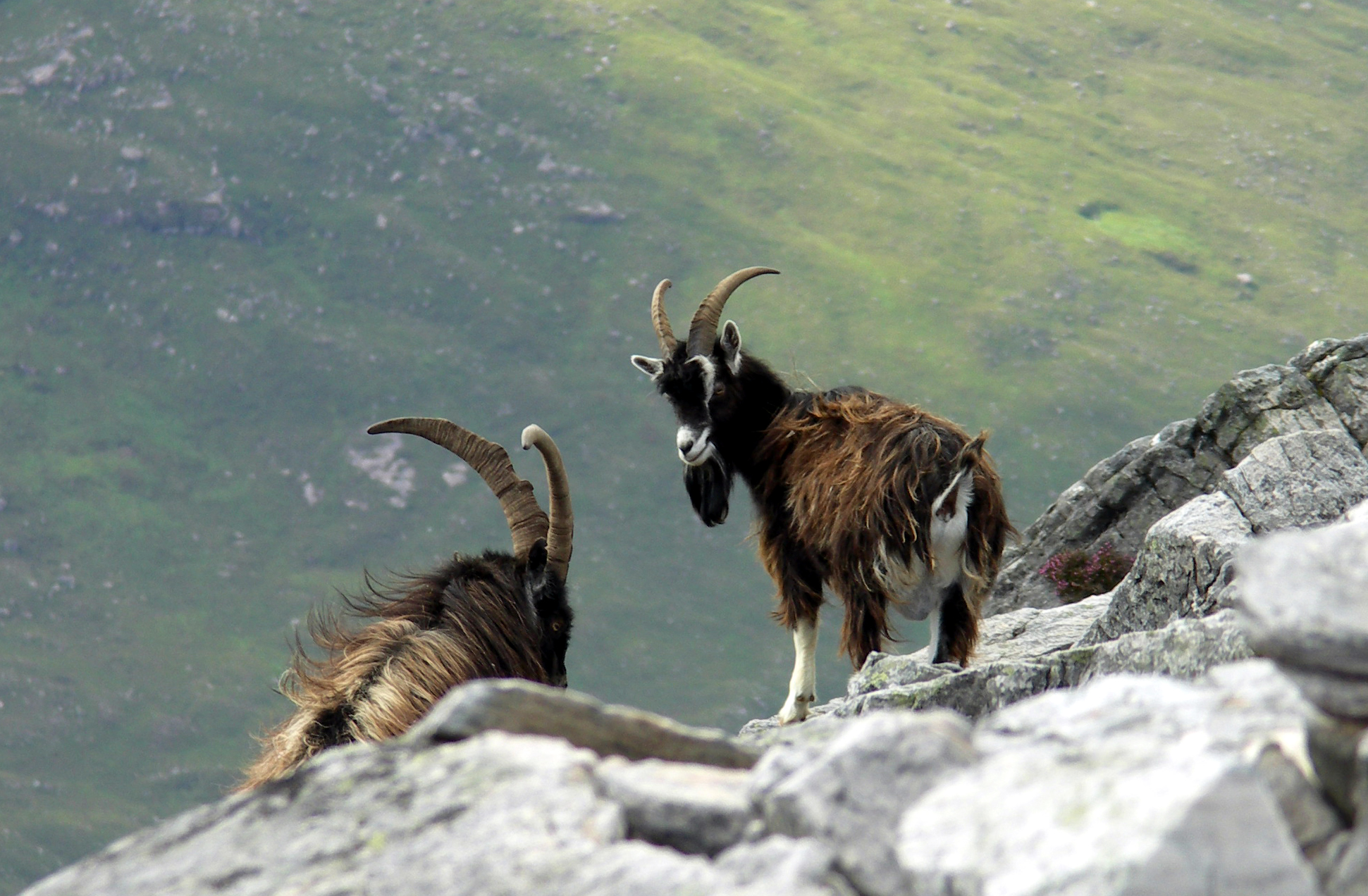
Verwilderte Ziegen auf dem An Teallach, Schottland

Hausziegen sind heute außer in extrem kalten Regionen weltweit verbreitet. Darüber hinaus wurden Hausziegen als Proviant für vorbeifahrende Schiffe auf vielen Inseln ausgesetzt, wo sie verwilderten. Sie hatten dort, etwa auf den Galápagos-Inseln, eine verheerende Wirkung auf die einheimische Flora und Fauna. Deshalb hat man Ziegen auf vielen Inseln bewusst ausgerottet. Verwilderte Hausziegen in großer Zahl gibt es auch in Australien.

## Hausziegenrassen

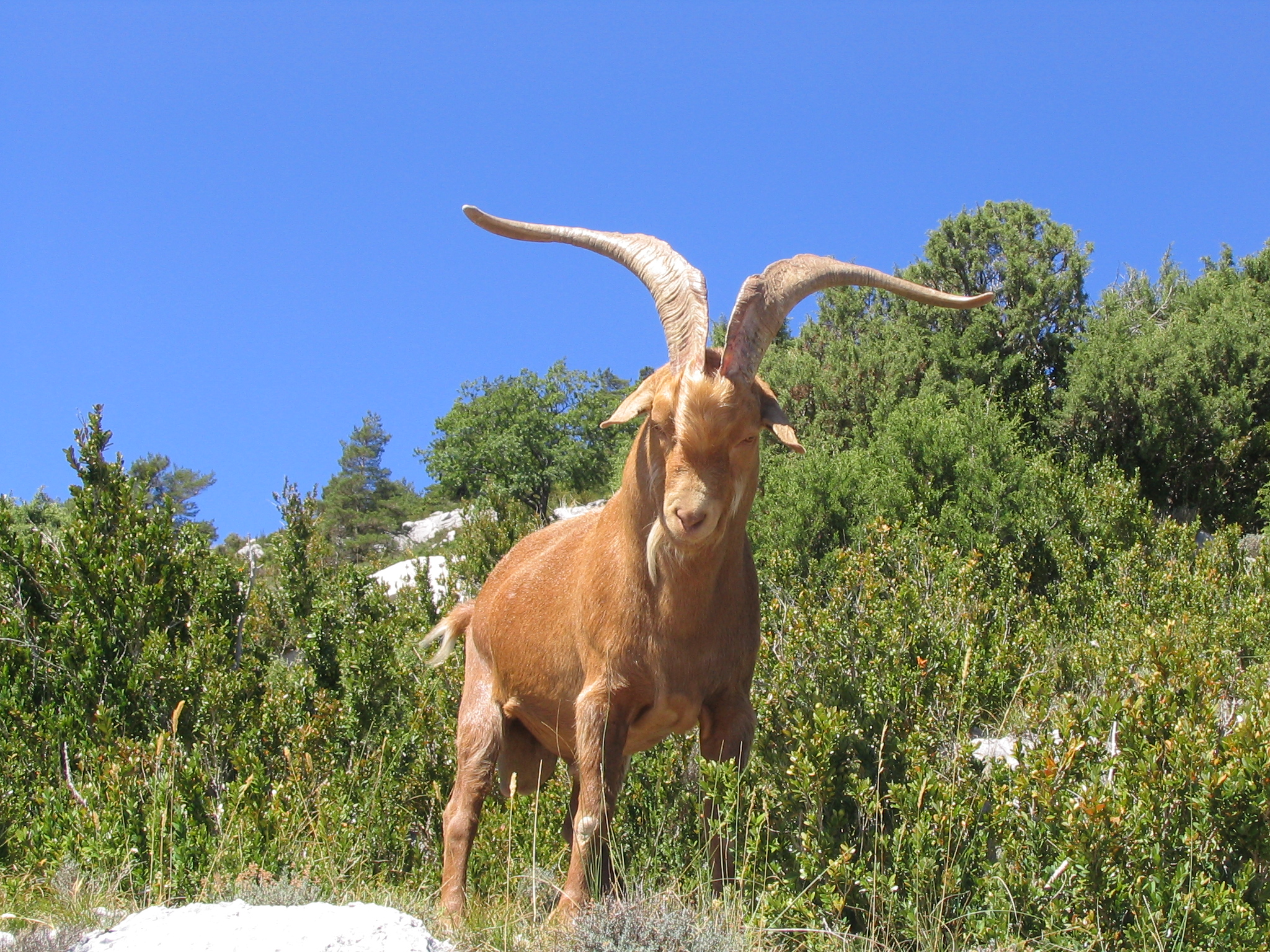
Rove-Bock in der Provence

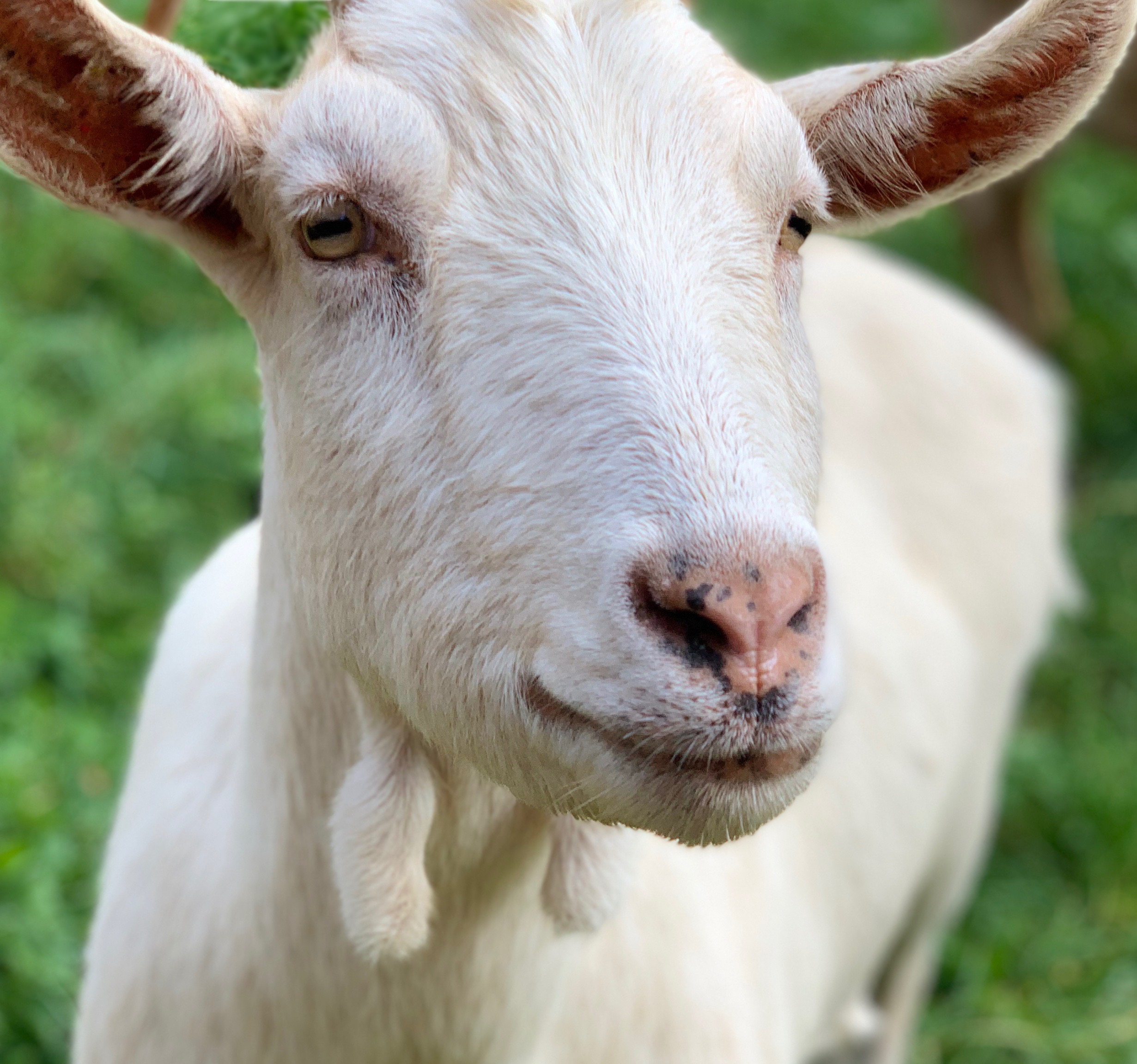
Ziegen haben rechteckige, horizontale Pupillen.

Es gibt eine große Anzahl regionaler Rassen von Hausziegen. Je nach Züchtungsziel und Hauptverwertungsart werden sie in Fleischziegen, Milchziegen und Fellziegen unterteilt. Zu diesen zählen unter anderem:
- Anglo-Nubische Ziege
- Angoraziege
- Appenzellerziege
- Bagot-Ziege
- Bunte Deutsche Edelziege
- Bunte Holländische Ziege
- Burenziege, (eine Fleischziege)
- Bündner Strahlenziege
- Erzgebirgsziege
- Gallaziege, auch Somali-Ziege genannt
- Gemsfarbige Gebirgsziege
- Girgentana-Ziege
- Graue Bergziege (Capra Grigia)
- Kaschmirziege
- Nera Verzasca
- Ostafrikanische Zwergziege
- Pfauenziege
- Poitevine
- Roveziege
- Saanenziege
- Schami
- Serpentina
- Stiefelgeiss
- Tauernscheckenziege
- Thüringer Waldziege
- Toggenburgerziege
- Walliser Schwarzhalsziege (siehe auch Kupferhalsziege)
- Weiße Deutsche Edelziege
- Westafrikanische Zwergziege

Siehe auch: Liste von Ziegenrassen

## Krankheiten der Hausziege
- Die Schaf- und Ziegenbrucellose ist eine Deckseuche von Schafen und Ziegen, die vom Bakterium Brucella melitensis aus der Gattung Brucella verursacht wird.
- Die Paratuberkulose wird durch Mycobacterium avium ssp. paratuberculosis ausgelöst.

## Ziegen in Mythologie, Religion und Brauchtum

### Östliches Mittelmeer

#### Griechenland

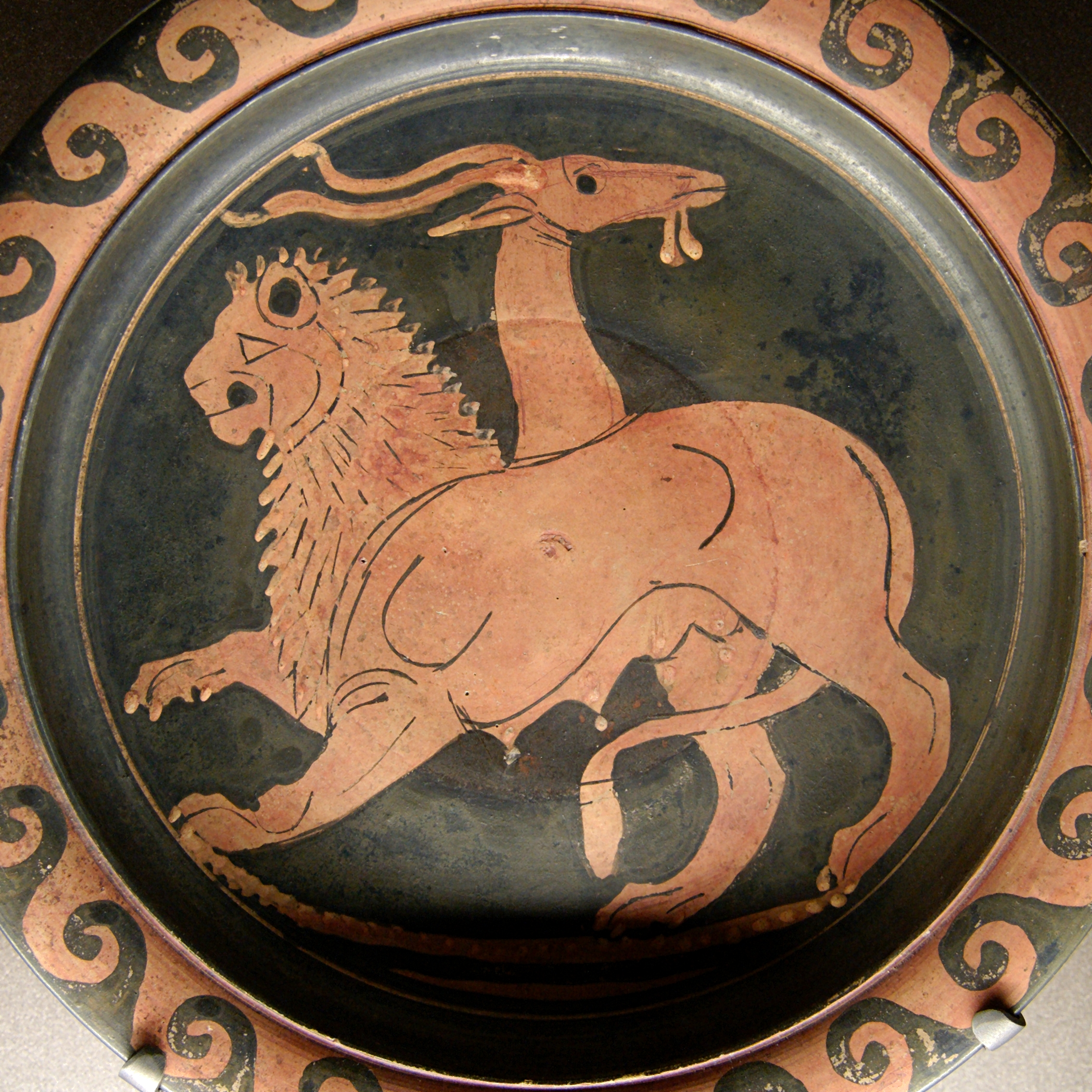
Chimära, Mischwesen mit Löwenkopf und Ziegenkopf auf einer apulischen rotfigurigen Schale, 350–340 v. Chr. (Louvre, Paris)

Der griechische Hirtengott Pan ist ein Mischwesen aus einer Menschengestalt mit den Füßen, den Hörnern und dem Bart eines Ziegenbocks. Pan ist der schreckerregende Gott des Waldes, bösartig, wenn er um die Mittagszeit gestört wird, und als phallischer Gott in zahlreiche Liebschaften verwickelt. Den Hirtenjüngling Daphnis unterweist er in männlicher Sexualität. Daphnis gehörte selbst als Kind zu den Ziegen. Er wurde im Wald von einer Ziege gesäugt, bis ihn der Ziegenhirte Lamon fand und bei sich aufnahm. Dies und das Verhältnis mit der zur Männlichkeit Daphnis’ hingezogenen Chloe, die als Säugling von einem Schaf genährt worden war, erzählt Longos im 3. Jahrhundert in seinem Liebesroman Daphnis und Chloe. Die jahreszeitlich bedingten Verhaltensweisen der Ziegen in der Herde prägen analog die enger werdende Beziehung der Protagonisten des Romans. Der Kampf um die Vorherrschaft unter Ziegenböcken im Frühjahr wird als männlich-sexuelle Aggression gezeigt.
Die Chimära, ein weiteres Mischwesen der griechischen Mythologie, wird mit einem Ziegenkopf und Ziegenleib in der Mitte sowie einem Löwenkopf und als Schwanz einem Schlangenkopf beschrieben (altgriechisch χίμαιρα chímaira bedeutet „Ziege“). Durch die Hilfe von Pegasos, einem anderen Mischwesen, konnte der Held Bellerophon das dreiköpfige Wundertier, das Feuer spie, aus der Luft erschießen.
Ein Ziegenhirte zur Zeit des mythischen Königs Oineus sah einen seiner Ziegenböcke am Weinstock fressen und entdeckte so die Trauben, aus denen Oineus den ersten Wein kelterte. Dem griechischen Gott des Weines, Dionysos, wurden bei den Dionysos-Festspielen Zicklein dargebracht. Laut einem Mythos vom Tod und der Auferstehung des Dionysos stieg dieser durch den „alkyonischen See“ bei Lerna in den Hades hinunter, um seine Mutter Semele von den Toten zu erretten. Seine Rückkehr aus dem grundlosen See an einer Stelle, an der nach dem Mythos ein Phallus auf einem Grabhügel stand, feierten die lokalen Griechen jedes Jahr mit einem Fest, das vermutlich ein Frühlingsfest war, indem sie mit Trompetenblasen den Gott aus dem Wasser riefen und dem Totenwärter als Opfer ein Lamm in den See warfen.
Die griechische Liebesgöttin Aphrodite wurde auf einem Bock oder einer Ziege reitend dargestellt. Im 2. Jahrhundert n. Chr. beschreibt der griechische Schriftsteller Pausanias ein Standbild dieses Typs der Aphrodite mit dem Beinamen Epitragia („auf oder bei einem Bock“) als Werk des Bildhauers Skopas aus der ersten Hälfte des 4. Jahrhunderts v. Chr. Epitragia genannte Figuren sollten wohl speziell die für die Sexualität der männlichen Jugendlichen verantwortliche Göttin zeigen, weil junge Männer in diesem Zusammenhang tragoi („Böcke“, Sg. tragos) genannt wurden. Hierzu passt auch, dass Aristoteles sich mehrmals zu Gemeinsamkeiten der Sexualität bei Ziegenböcken und bei jungen Männern äußerte.
Die Nymphe Amaltheia, Mutter des Pan, zog den jungen Zeus mit der Milch einer Ziege auf; nach anderen Erzählungen war Amaltheia selbst die säugende Ziege. Diesen Überfluss verkörpert Amaltheia auch mit ihrem Füllhorn (latein. cornu copiae, „Horn der Fülle“).

#### Judentum

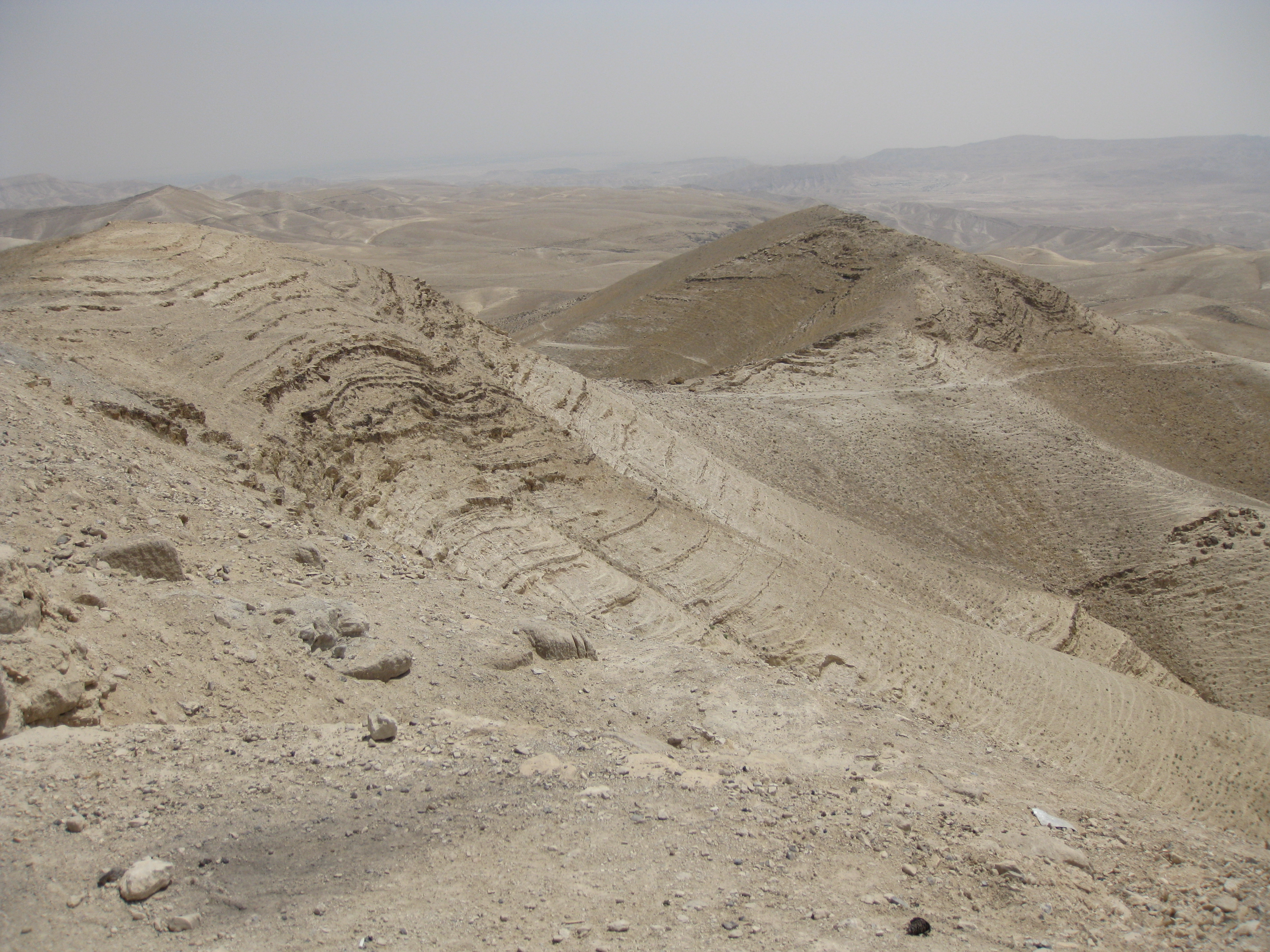
Asasel, ein ziegengestaltiger Dämon, auch der Name eines Berges in der Judäischen Wüste, an dem das Opfer des „Sündenbocks“ lokalisiert wird.

In der jüdischen Bibel (Tanach) werden Ziegenböcke im Zusammenhang mit dem Versöhnungstag erwähnt (hebräisch Jom Kippur,  Lev 16,5–10 ). Jom Kippur ist bis heute der höchste jüdische Feiertag. Über dem per Los ermittelten Ziegenbock für den Wüstendämon Asasel wurden alle Sünden des Volkes Israel vom Hohepriester öffentlich bekannt. Anschließend wurde das Tier „für Asasel“ getötet, indem es über den Rand der Bergklippen in der Judäischen Wüste geschickt wurde. Der Eigenname Asasel geht auf semitische Wurzeln zurück: El (al), für „Gott“, und es, hebräisch für „Ziegenbock“.
Das Buch Daniel im Tanach, der hebräischen Bibel, erzählt die endzeitliche Vision des Sehers Daniel. Dan 8 enthält den Traum vom Widder und vom Ziegenbock und dessen Hörnern: Ein Ziegenbock mit einem großen Horn besiegt einen Widder mit zwei Hörnern und wirft ihn zu Boden. Danach wird der Ziegenbock sehr groß, bis schließlich das große Horn zerbricht und an seiner Stelle vier kleinere Hörner in den vier Haupthimmelsrichtungen wachsen. Der Ziegenbock steht für den König von Griechenland, die beiden Hörner symbolisieren die Könige von Medien und Persien. Gegen Ende – so die Deutung der Vision – werden aus dem siegreichen griechischen Reich vier kleinere, weniger mächtige Reiche entstehen. Rembrandt malte um 1650 ein Ölbild mit der Danielvision.

#### Christentum

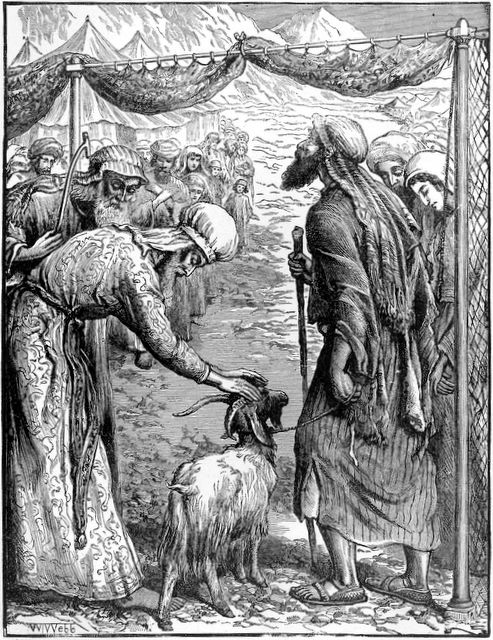
Der Sündenbock wird in die Wüste geschickt. Illustration von William James Webbe, vor 1904

Vor allem auf ihre sexuellen Triebe reduzierte Ziegenböcke gelten in biblischen Texten des Christentums – konträr zur heidnischen Vorstellung – als sprichwörtlich schlecht und teuflisch, im Gegensatz zu Schafen, denen positive Eigenschaften zugemessen werden, da auch Christus Lamm Gottes (altgriechisch Ἀμνὸς τοῦ Θεοῦ [Amnòs toû Theoû])  genannt wird. Entsprechend heißt es im Neuen Testament, im Jüngsten Gericht in Matthäus 25,31 , dass Christus die Völker zu sich kommen lasse und sie wie der Hirte seine Schafe und Böcke in Gute und Schlechte unterscheide. Der Hirte versammele die guten Schafe zu seiner Rechten und die Böcke zu seiner Linken. Christus segne mit der rechten Hand diejenigen, die in den Himmel auffahren werden, während zu seiner Linken die zur Hölle Verdammten sitzen. Mit der Lutherübersetzung der christlichen Bibel ins Deutsche wurde der Begriff Sündenbock zu einem geflügelten Wort.  Die traditionelle christliche Sühnopfertheologie und das christliche Verständnis von Sühneopfer weicht vom jüdischen Verständnis der Begriffe „Opfer“ und „Sühne“ ab, so auch die Deutung der Version der Geschichte Lev 13,3–10  im Alten Testament. Hier werden dem Bock alle Sünden des Volkes in einer Symbolhandlung aufgeladen, der „Bock für Asasel“ wird zum stellvertretenden „Sündenbock“ umgedeutet.

#### Südarabien
Im vorislamischen Südarabien verkörperte der Steinbock eine männliche Gottheit, der in einer rituellen Jagd nachgestellt wurde, während die Oryxantilope mit einer weiblichen Gottheit in Verbindung stand. Auf der zum Jemen gehörenden Inselgruppe Sokotra vor der Küste Somalilands haben sich einige Mythen und Bräuche im Zusammenhang mit Ziegen erhalten, die mit der Rolle des Ziegenbocks in den nahöstlichen Opferkulten zu tun haben. Die Mythen enthalten die Vorstellung von Ziegen als Lebensrettern, wenn etwa eine Ziege einen Jungen vor seinen Feinden versteckt und ihn mit Milch nährt oder ein Junge mit Hilfe der magischen Fähigkeiten der Ziege siegreich aus einem Kampf hervorgeht. Letzteres wird in der „Geschichte von Makon“ geschildert. Hierin kommt auch das verbreitete Motiv der Zwillinge vor. Um eine Ziege mit magischen Fähigkeiten zu besitzen, besorgt sich der Großvater des Jungen zwei trächtige Ziegen. Als beide ihren Nachwuchs bekommen haben, tötet der Großvater eines der Zicklein, damit das andere von zwei Müttern gesäugt wird und so die magischen Kräfte erhält. Das Zwillingsmotiv steht mit den für die ugaritische Religion wesentlichen Fruchtbarkeitsmythen in Verbindung. Dort wird ein Ritual beschrieben, bei dem gleichzeitig ein weibliches Ziegenkitz in Milch und ein junger Ziegenbock in Öl gekocht wird.

### Zentraleuropa

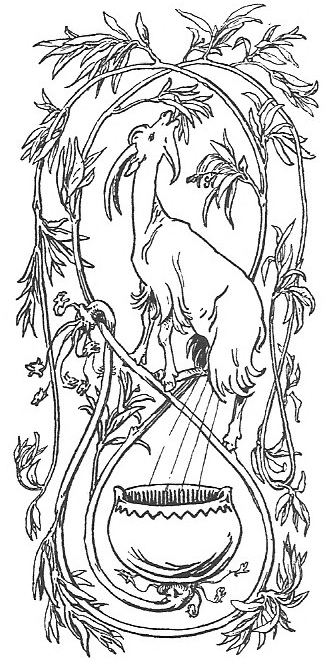
Die Ziege Heidrun im Baum Lärad. Zeichnung von 1895 in einem Werk des dänischen Schriftstellers Karl Gjellerup.

Weibliche Ziegen kommen bei den Germanen häufig wie Amaltheia als großzügig austeilende Ammen vor. In der nordischen Mythologie ist es die Ziege Heidrun, die von den Blättern des Baums Lärad frisst und aus deren Eutern Met fließt. In Walhall spendet die Himmelsziege Heidrun den Met, den die Helden trinken.
Der Ziegenbock ist für die Germanen ein edles Tier, welches dem Donnergott Thor geopfert wird. Der Ase Thor erscheint in Abbildungen und in der Snorra-Edda auf seinem Streitwagen, den zwei Ziegenböcke ziehen, die Tanngnjostr („Zähneknisterer“) und Tanngrisnir („Zähneknirscher“) heißen. Wenn der Wagen über die Himmelsbahn durch die Wetterwolken rumpelt, donnert es. Thors Böcke können darüber hinaus wiederholt geschlachtet und verspeist werden. Nach jeder Mahlzeit werden sie aus Haut und Knochen wieder zum Leben erweckt. An die germanischen Böcke erinnert in Skandinavien der als Weihnachtsschmuck verwendete Julbock, der auf einen Fruchtbarkeitskult zurückgeht. Eine entsprechende Figur ist im Alpenraum die Habergeiß, die ursprünglich wohl ebenso für Fruchtbarkeit stand und unter dem Einfluss des Christentums zu einem Dämon in Ziegen- und Vogelgestalt herabsank.
In der keltischen Mythologie von Wales genießen Ziegen wegen ihrer magischen Fähigkeiten und ihrer Nähe zu den koboldartigen Wesen namens Tylwyth Teg ein hohes Ansehen. Ferner stehen sie mit den Gwyllion, nachtaktiven und unguten Geistern, in Beziehung.
In der frühchristlichen Kunst taucht die Ziege eher dekorativ (wie in den Domitilla-Katakomben in Rom) und weniger als Symboltier auf. Das bekannteste Beispiel für eine symbolische Funktion im Mittelalter liefert die Darstellung der Wollust (latein. luxuria), eine der sieben Todsünden in der mittelalterlichen christlichen Bildsprache. Sie erscheint in der Vorhalle des Freiburger Münsters als nackte Jungfrau, die nur um die Schultern das Fell eines Ziegenbocks trägt, neben einem die Sünde verkörpernden Mann in schöner Kleidung, aber mit einer von üblem Getier bedeckten rechten Körperseite. Auf Reliefs des 13. Jahrhunderts sitzt die Wollust im deutschen Raum als nackte junge Frau auf einem Ziegenbock (Ernstkapelle des Magdeburger Doms), im 14. Jahrhundert ist diese auf die griechische Aphrodite zurückgehende Darstellung in Frankreich weit verbreitet, etwa an einer Konsole im südlichen Querschiff in der Kathedrale von Auxerre. Bis ins 15. Jahrhundert kommen Zeichnungen der auf einem Ziegenbock reitenden Wollust in Stundenbüchern vor.
Der mittelalterliche Teufel macht sich durch seinen scharfen Geruch bemerkbar und vereint ansonsten – in seiner äußeren Erscheinung mit schwarzen Haaren und einem Ziegenfuß in der Nachfolge des Pan – die negativen Eigenschaften des Ziegenbocks. Ähnlich dämonisierte das mittelalterliche Christentum das Pferd, etwa wenn der Teufel alternativ mit einem Pferdefuß dargestellt wird.
Als gemeine Figur kommen Ziegenbock und Ziege als Wappentier in der Heraldik vor. In Sagen und Ortschroniken haben es einzelne Ziegen zu einer gewissen Berühmtheit gebracht. An ein bestimmtes Tier erinnert die jährliche Geißbockversteigerung in der vorderpfälzischen Stadt Deidesheim. Angeschafft als Glücksbringer 1950 hat sich der Geißbock Hennes zwischenzeitlich als Maskottchen des 1. FC Köln eingerichtet.
Jedes Jahr am 10. August wird in der irischen Kleinstadt Killorglin beim Puck Fair ein Ziegenbock zum König erklärt. Das dreitägige Volksfest geht der Legende nach etwa auf das 10. Jahrhundert zurück, als Grænlendingar, dänische Siedler auf Grönland, Raubzüge in Irland durchführten, die Einwohner massakrierten und ausplünderten. Einmal geschah es, dass die Eindringlinge, als sie landeinwärts marschierten, auf einem Hügel einen Ziegenbock sahen und dermaßen erschraken, dass sie zu ihren Schiffen zurückrannten und sich nie wieder blicken ließen.

### Iranisches Hochland und Zentralasien
Im Avesta, der heiligen Schrift des iranischen Zoroastrismus, findet sich die Ziege (buz) in der Liste der zu opfernden Tiere und im Bundahischn, einem anderen mittelpersischen religiösen Werk, werden fünf Ziegenartige unterschieden. In zentralasiatischen Palästen (etwa in Samarkand und in Hulbuk im Süden Tadschikistans) des 11. und 12. Jahrhunderts kommen innerhalb von geometrischen und floralen Ornamenten der islamischen Kunst unter anderem Abbildungen von Adlern, Fischen, Widdern, Ziegen, Pferden und Greifen vor, die in der vorislamischen Zeit Gottheiten verkörperten.
Die berühmteste Ziege der mittelpersischen Literatur kommt in dem Gedicht „Der babylonische Baum“ (draxt i asurig) vor. Es handelt sich um eine Streitfabel eines unbekannten Dichters, die mündlich überliefert und zuerst in parthischer Sprache festgehalten wurde. Eine Ziege tritt mit einer Dattelpalme in einen argumentativen Wettstreit, wer von beiden die meisten Vorteile habe und am nützlichsten sei. Abschließend erklärt der Dichter die Ziege, die über Bergweiden davonlaufen kann, während die Palme am Ort festgewurzelt bleibt, zum Sieger.
In Kirgisien gibt es eine Marionettenaufführung namens tak-teke („die springende Ziege“), die von einer meist weiblichen Person gezeigt wird, die zugleich die Maultrommel temir-komuz spielt. Die Darstellerin hält, während sie Maultrommel spielt, einen Faden in einer Hand, mit dem sie die vor sich auf einem Tisch aufgestellte Marionettenfigur einer Ziege im Rhythmus zur Musik tanzen lässt. Ein ähnliches Spiel ist aus Turkmenistan bekannt, wo ein männlicher Akteur vor sich einen Kasten positioniert hat, auf dem sich zwei Ziegenfiguren gegenüberstehen, die er mit zwei Schnüren in einer Hand zum Tanzen bringt, während er eine Langhalslaute (dotar) spielt. Im Norden Afghanistans heißt die ähnliche Aufführung eines dambura-Spielers buz bazi („Ziegen-Spiel“). Der afghanische Musiker lässt eine Ziege mittels eines Fadens auf- und abhüpfen. Diese vom Spieler eines Saiteninstruments bewegte Ziegenmarionette ist auch in anderen Ländern Zentralasiens bis in die Mongolei bekannt. Die in Kasachstan orteke genannte Ziegenfigur wird üblicherweise vom Spieler der Langhalslaute dombra, der Streichlaute kobys oder der Zither jetigen angeregt.
In Afghanistan und den nördlich benachbarten Ländern Zentralasiens ist das Reiterspiel Buzkaschi ein leidenschaftlich betriebener Nationalsport an Feiertagen. Mehrere Reiter kämpfen darum, eine tote Ziege auf dem Spielfeld aufzugreifen, mitzunehmen und sie an einem Zielpunkt abzulegen. Es kommt zu heftigen Gerangel zwischen den galoppierenden Rivalen und der Sieger genießt hohes Ansehen bei den Zuschauern.

### Südasien
Dem aus der vedischen Religion stammenden Feuergott Agni ist als Reittier ein Widder oder eine Ziege beigesellt. Ziegen kommen ansonsten in der indischen Mythologie kaum vor. Ziegen, Widder und Pferde waren die hauptsächlichen Opfertiere der vedischen Zeit in Südasien. Im heutigen Hinduismus sind Tieropfer weitgehend tabu und werden nur noch bei einigen volksreligiösen Praktiken zur Verehrung von Lokalgottheiten praktiziert. Eine Ausnahme bildet die Verehrung der furchtbaren schwarzen Göttin Kali. Ihre bekannteste Erscheinungsform ist die Dakshina Kali, die mit vier Armen, einer Halskette aus Schädeln und das Blut ihrer Besiegten trinkend auf dem am Boden liegenden Shiva steht. Kali erhält täglich oder zumindest regelmäßig Ziegenopfer (Hindi pathabali), eine Form hinduistischer Tieropfer (pashubali), an mehreren Tempeln in Westbengalen, besonders an ihrem Haupttempel Kalighat in Kalkutta und im Nepal am Dakshinkali-Tempel nahe Kathmandu. Am Kalighat-Tempel leitet ein Brahmanen-Priester die Zeremonie, während Angehörige einer niedrigen Kaste im Auftrag des Opferers das Tier zerteilen, um es nach Hause mitzunehmen, wo es verspeist wird. Die tägliche Opfernahrung Kalis (bhog) beinhaltet gekochtes Ziegenfleisch, das von Brahmanen dargeboten wird.

### Afrika

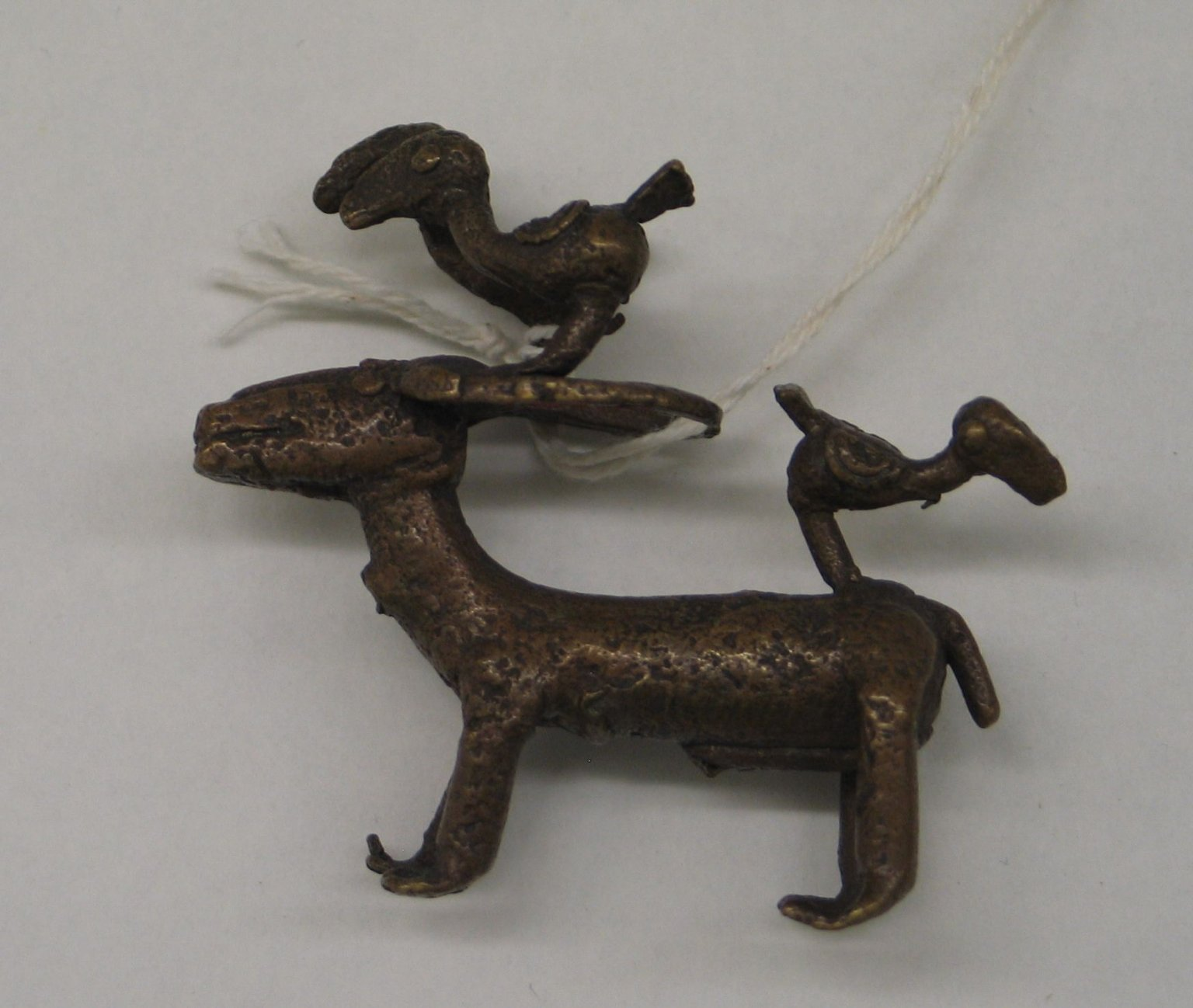
Ziege, auf der drei Vögel sitzen. Bronzefigur der westafrikanischen Akan

In der afrikanischen Kosmogonie kommen Ziegen nur gelegentlich als Ersatz für andere Tiere, etwa Ameisenbären und Chamäleons vor. Ein Mythos der westafrikanischen Aschanti erklärt, wie die frühen Menschen das Paradies verloren haben. Üblicherweise überbringt das Chamäleon im Wettstreit mit der Eidechse die Botschaft, dass die Menschen von nun an sterblich sein werden. Einmal werden stattdessen eine Ziege und ein Schaf losgeschickt. Die Ziege soll mitteilen, dass die Menschen zwar sterben, aber später im Himmel leben werden. Weil die Ziege unterwegs stehenbleibt und Gras frisst, schickt der Schöpfergott das Schaf mit derselben Botschaft los. Das Schaf kann sich die Botschaft nicht richtig merken und erzählt den Menschen, dass der Tod ihr Ende sein wird. Als später die Ziege eintrifft und vom jenseitigen Leben erzählt, haben sich die Menschen bereits mit ihrer Sterblichkeit abgefunden.
In den meisten afrikanischen Ursprungsmythen ist die Welt bereits entstanden und muss nur noch in weiteren Mythen alltagstauglich eingerichtet werden. In einer Volkserzählung der westafrikanischen Yoruba suchten ein Leopard, eine Ziege und ein Ziegenbock nach Land, um darauf ein Haus zu bauen. Als der Ziegenbock als erster einen geeigneten Platz erreichte, befreite er ihn vom Gehölz und kehrte abends heim. Am nächsten Tag fand der Leopard den freien Platz vor, fragte sich, wer wohl vor ihm dagewesen sein mag, vermengte Wasser mit Erde zu Lehm und ging heim. Als der Ziegenbock am nächsten Morgen erstaunt den Lehm vorfand, mauerte er damit die erste Lage der Wände und ging heim. So arbeiteten beide abwechselnd und nichts vom anderen wissend, bis das Dach des Hauses fertiggestellt war. Erst als am nächsten Tag beide in das Haus einziehen wollten, weil sie es für das ihre hielten, kam es zum Streit. Die Ziege schlug vor, sich zu vertragen und zu dritt einzuziehen. Zu einer späteren Zeit brachte der Leopard zuerst den getöteten Vater und dann die Mutter des Ziegenbocks als Nahrung nach Hause. Der entsetzte Ziegenbock bat daraufhin einen Jäger, einen Leoparden für ihn zu erlegen. Als der Ziegenbock den toten Leoparden auf der Straße heimwärts schleppte, sah dies der Leopard, war fassungslos, weil der Ziegenbock zu so einer Tat fähig gewesen war, und rannte für immer in den Wald. Seither wohnt das Ziegenpaar friedlich allein in dem Haus. Die Erzählung erklärt, weshalb Ziegen als Haustiere im Dorf und Leoparden draußen im Wald leben.